# 天基红外系统
天基红外系统（英語：Space-Based Infrared System, SBIRS）是美国太空军为满足国防部在21世纪前二、三十年空间红外监视需求而建立的一个系统。该系统旨在通过地球同步轨道和大椭圆轨道卫星上的传感器以及地面数据处理和控制中心，提供导弹预警、导弹防御、战场态势感知、技术情报等领域的关键能力。
截至目前，共发射了12颗携带SBIRS或STSS有效载荷的卫星： SBIRS GEO-1（USA-230，2011年）、SBIRS GEO-2（USA-241，2013年）、SBIRS GEO-3（USA-273，2017年）、SBIRS GEO-4（USA-282，2018年）、SBIRS GEO-5（USA-315，2021年）、SBIRS GEO-6（USA-336，2022年）、 SBIRS HEO-1（USA-184，2006年）、SBIRS HEO-2（USA-200，2008年）、SBIRS HEO-3（USA-259，2014年）、STSS-ATRR（USA-205，2009年）、STSS Demo 1（USA-208，2009年）和STSS Demo 2（USA-209，2009年）。SBIRS GEO-5和SBIRS GEO-6的制造合同于2014年签订。SBIRS GEO-7和SBIRS GEO-8的资金于2019年被取消。

## 高轨卫星
高轨天基红外系统（现在也简称为天基红外系统）由在地球同步轨道上运行的四颗专用卫星和在大椭圆轨道上运行的两颗卫星组成。该项目取代国防支持计划（DSP）卫星，主要用于提供更强的弹道导弹预警能力。地球同步轨道1号卫星于2011年5月7日发射。此前，两颗大椭圆轨道卫星已经发射，可能是NROL-22（USA 184，2006年发射）和 NROL-28（USA 200，2008年发射）的一部分。分析人士认为，USA 184和USA 200是JUMPSEAT和TRUMPET系列中的信号情报卫星。
天基红外系统的主承包商是洛克希德·马丁公司，主分包商是诺斯罗普·格鲁门公司。由于洛克希德公司的一些问题问题地球同步轨道卫星的预期部署时间从2009年12月推迟到了2011年。
据路透社报道，前两颗GEO卫星于2013年开始运行。GEO-3于2017年1月20日发射成功，GEO-4于2018年1月20日成功部署。虽然2019财年为天基红外系统提供了6.43亿美元的资金，但GEO-7 和GEO-8的资金被取消，转而用于一个新项目，即Next-Gen OPIR，不过GEO-5和GEO-6不受影响。GEO-5于2021年5月18日成功发射，GEO-6于2022年8月4日成功发射。

## 低轨卫星
低轨天基红外系统现由导弹防御署管理，并更名为空间跟踪与监视系统 (STSS)。

## 卫星列表
| 序号 | 卫星        | 其他名称                  | 用途 | 研发机构      | 发射时间（UTC） | COSPAR ID | 卫星目录序号 | 运行轨道     | 发射地点               | 发射火箭          | 卫星状态 |
| ---- | ----------- | ------------------------- | ---- | ------------- | --------------- | --------- | ------------ | ------------ | ---------------------- | ----------------- | -------- |
| 1    | SBIRS HEO 1 | Trumpet 4 NROL 22 USA 184 |      | 洛克希德·马丁 | 2006-06-28      | 2006-027A | 29249        | 大椭圆轨道   | 范登堡太空军基地       | 德尔塔-4运载火箭  | 使用中   |
| 2    | SBIRS HEO 2 | Trumpet 5 NROL 28 USA 200 |      | 洛克希德·马丁 | 2008-03-13      | 2008-010A | 32706        | 大椭圆轨道   | 范登堡太空军基地       | 宇宙神5号运载火箭 | 使用中   |
| 3    | SBIRS GEO 1 | USA 230                   |      | 洛克希德·马丁 | 2011-05-07      | 2011-019A | 37481        | 地球静止轨道 | 卡纳维拉尔角太空军基地 | 宇宙神5号运载火箭 | 使用中   |
| 4    | SBIRS GEO 2 | USA 241                   |      | 洛克希德·马丁 | 2013-03-19      | 2013-011A | 39120        | 地球静止轨道 | 卡纳维拉尔角太空军基地 | 宇宙神5号运载火箭 | 使用中   |
| 5    | SBIRS HEO 3 | Trumpet 6 NROL-35 USA 259 |      | 洛克希德·马丁 | 2014-12-13      | 2014-081A | 40344        | 大椭圆轨道   | 范登堡太空军基地       | 宇宙神5号运载火箭 | 使用中   |
| 6    | SBIRS GEO 3 | USA 273                   |      | 洛克希德·马丁 | 2017-01-21      | 2017-004A | 41937        | 地球静止轨道 | 卡纳维拉尔角太空军基地 | 宇宙神5号运载火箭 | 使用中   |
| 7    | SBIRS GEO 4 | USA 282                   |      | 洛克希德·马丁 | 2018-01-20      | 2018-009A | 43162        | 地球静止轨道 | 卡纳维拉尔角太空军基地 | 宇宙神5号运载火箭 | 使用中   |
| 8    | SBIRS GEO 5 | USA 315                   |      | 洛克希德·马丁 | 2021-05-18      | 2021-042A | 48618        | 地球静止轨道 | 卡纳维拉尔角太空军基地 | 宇宙神5号运载火箭 | 使用中   |
| 9    | SBIRS GEO 6 | USA 336                   |      | 洛克希德·马丁 | 2022-08-04      | 2022-092A | 53355        | 地球静止轨道 | 卡纳维拉尔角太空军基地 | 宇宙神5号运载火箭 | 使用中   |

## 类似系统
- 通信技术试验系列卫星